# Gentiane de Clusius
Espèce
Classification phylogénétique
La Gentiane de Clusius ou Gentiane de L'Écluse (Gentiana clusii) est une plante herbacée vivace de la famille des Gentianaceae.

## Description
C'est une plante basse, en touffe, de prés et de pelouses sur des massifs calcaires jusqu'à 2 800 m d'altitude. Ses feuilles sont surtout basales ; ses fleurs solitaires, en trompette, bleues, ne s'ouvrent que par temps chaud et ensoleillé.

## Caractéristiques
Organes reproducteurs
- Type d'inflorescence : fleur solitaire terminale
- Répartition des sexes : hermaphrodite
- Type de pollinisation : entomogame
- Période de floraison : mai à juillet

Graine
- Type de fruit : capsule
- Mode de dissémination : barochore

Habitat et répartition
- Habitat type: voir sous-espèces
- Aire de répartition: orophyte méridional

## Sous-espèces
- Gentiana clusii Perrier & Songeon subsp. clusii des pelouses basophiles subalpines, alpiennes, mésohydriques
- Gentiana clusii Perrier & Songeon subsp. pyrenaica Vivant des pelouses basophiles subalpines, pyrénéennes, mésohydriques

Données d'après: Julve, Ph., 1998 ff. - Baseflor. Index botanique, écologique et chorologique de la flore de France. Version : 23 avril 2004. 
Cette gentiane est très voisine de la gentiane de Koch que l'on rencontre sur les sols acides.